# Giovanni Maria Vian
Giovanni Maria Vian (ur. 10 marca 1952, Rzym) – profesor filologii patrystycznej na Uniwersytecie La Sapienza w Rzymie, dziennikarz, w latach 2007-2018 redaktor naczelny „L’Osservatore Romano”. Jako dyrektor L’Osservatore, musiał zmierzyć się z krytyką za nieuzasadnione wsparcie gazety dla Baracka Obamy. Jego gazeta przyciągnęła również uwagę, chwaląc serię o Harrym Potterze i publikując pochwałę dla Michaela Jacksona.